# Thermomesochra reducta
Thermomesochra reducta en una especie de copépodo en la familia Canthocamptidae. Es la única del género.
T. reducta fue descrito en 1980 en unas aguas termales en Dusun Tua, Selangor, Malasia, donde vive a temperaturas de 38–58 °C.